# Andre Miller
Andre Lloyd Miller (Los Angeles, 19. ožujka 1976.) američki je profesionalni košarkaš. Igra na poziciji razigravača, a trenutačno je član NBA momčadi Portland Trail Blazersa. Izabran je u 1. krugu (8. ukupno) NBA drafta 1999. od strane Cleveland Cavaliersa.

## Sveučilište
Pohađao je sveučilište u Utahi. 1998. godine Miller je odveo momčad do finalne utakmice NCAA natjecanja s vrlo rijetko viđenim triple-doubleom. Međutim u finalu su izgubili od sveučilišta Kentucky, a Miller se nakon četvrte godine sveučilišta odlučio prijaviti na NBA draft.

## NBA karijera

### Cleveland Cavaliers
Izabran je kao 8. izbor NBA drafta 1999. od strane Cleveland Cavaliersa. U svojoj rookie sezoni, Miller je prosječno postizao 11.1 poena i 5.8 asistencija te je izabran u All-Rookie prvu petorku. Iduće sezone Miller je unaprijedio statistike te je prosječno postizao 15 poena i 8 asistencija. U sezoni 2001./02. Miller je još bolje igrao te je prosječno postizao 16.5 poena i 10.8 asistencija. Tijekom četiri godine u dresu Cavsa, Miller je postavio rekord franšize s 882 asistencije u sezoni te je postao prvi Cavs koji je osvojio dvije nagrade za igrača tjedna.

### Los Angles Clippers
30. srpnja 2002. Miller je mijenjan u Los Angeles Clipperse zajedno s Bryantom Stithom u zamjenu za Dariusa Milesa i Harolda Jamisona. 

### Denver Nuggets
Nako samo jedne sezone, Miller je napustio redove Los Angeles Clippersa, te je potpisao višegodišnji ugovor s Denver Nuggetsima gdje je igrao vrlo važnu ulogu u momčadi.

### Philadelphia 76ers
19. prosinca 2006. Miller je mijenjan u Philadelphia 76erse zajedno s Joeom Smithom i dva izbora prvog kruga drafta u zamjenu za Allena Iversona. U sezoni 2006./07. Miller je prosječno postizao 13.6 poena, 4.4 skokova, 7.3 asistencija i 1.3 ukradenih lopti. Također je u toj sezoni osvtario i 19 double-double učinaka.

### Portland Trail Blazers
24. srpnja 2009. Miller je potpisao trogodišnji ugovor vrijedan 21 milujn dolara i postao član Portland Trail Blazersa. 30. siječnja 2010. godine, u pobjedi svoje momčadi nad Dallas Mavericksima, Miller je postigao učinak karijere od 52 poena.

## Američka reprezentacija
S američkom reprezentacijom nastupio je na Svjetskom prvenstvu u Indianapolisu, ali je ta momčad natjecanje završila na razočaravajućem šestom mjestu.

## NBA statistika

### Regularni dio
| Godina    | Klub          | Odig. uta. | Uta. poč. | Min. | 2P%  | 3P%  | Sl. bac.% | Skok. | Asist. | Ukr. lop. | Blok. | Poena |
| --------- | ------------- | ---------- | --------- | ---- | ---- | ---- | --------- | ----- | ------ | --------- | ----- | ----- |
| 1999./00. | Cleveland     | 82         | 36        | 25.5 | .449 | .204 | .774      | 3.4   | 5.8    | 1.0       | .2    | 11.1  |
| 2000./01. | Cleveland     | 82         | 82        | 34.7 | .452 | .266 | .833      | 4.4   | 8.0    | 1.5       | .3    | 15.8  |
| 2001./02. | Cleveland     | 81         | 81        | 37.3 | .454 | .253 | .817      | 4.7   | 10.9   | 1.6       | .4    | 16.5  |
| 2002./03. | L.A. Clippers | 80         | 80        | 36.4 | .406 | .213 | .795      | 4.0   | 6.7    | 1.2       | .1    | 13.6  |
| 2003./04. | Denver        | 82         | 82        | 34.6 | .457 | .185 | .832      | 4.5   | 6.1    | 1.7       | .3    | 14.8  |
| 2004./05. | Denver        | 82         | 82        | 34.8 | .477 | .154 | .838      | 4.1   | 6.9    | 1.5       | .1    | 13.6  |
| 2005./06. | Denver        | 82         | 82        | 35.8 | .463 | .185 | .738      | 4.3   | 8.2    | 1.3       | .2    | 13.7  |
| 2006./07. | Denver        | 23         | 23        | 35.7 | .472 | .250 | .729      | 4.5   | 9.1    | 1.6       | .2    | 13.0  |
| 2006./07. | Philadelphia  | 57         | 56        | 37.6 | .464 | .053 | .808      | 4.4   | 7.3    | 1.3       | .1    | 13.6  |
| 2007./08. | Philadelphia  | 82         | 82        | 36.8 | .492 | .088 | .772      | 4.0   | 6.9    | 1.3       | .1    | 17.0  |
| 2008./09. | Philadelphia  | 82         | 82        | 36.3 | .473 | .283 | .826      | 4.5   | 6.5    | 1.3       | .2    | 16.3  |
| Ukupno    |               | 815        | 768       | 34.9 | .460 | .210 | .802      | 4.2   | 7.4    | 1.4       | .2    | 14.6  |

### Doigravanje
| Godina    | Klub         | Odig. uta. | Uta. poč. | Min. | 2P%  | 3P%  | Sl. bac.% | Skok. | Asist. | Ukr. lop. | Blok. | Poena |
| --------- | ------------ | ---------- | --------- | ---- | ---- | ---- | --------- | ----- | ------ | --------- | ----- | ----- |
| 2003./04. | Denver       | 5          | 5         | 34.8 | .472 | .000 | .818      | 4.6   | 3.2    | 1.6       | .0    | 15.4  |
| 2004./05. | Denver       | 5          | 5         | 36.8 | .424 | .500 | .719      | 5.2   | 5.2    | 2.0       | .2    | 16.2  |
| 2005./06. | Denver       | 5          | 5         | 36.4 | .442 | .000 | .824      | 4.4   | 7.2    | 1.0       | .2    | 16.4  |
| 2007./08. | Philadelphia | 6          | 6         | 38.2 | .438 | .000 | .636      | 3.2   | 3.3    | .8        | .0    | 15.3  |
| 2008./09. | Philadelphia | 6          | 6         | 43.0 | .475 | .300 | .824      | 6.3   | 5.3    | 1.2       | .2    | 21.2  |
| Ukupno    |              | 27         | 27        | 38.0 | .452 | .263 | .759      | 4.7   | 4.8    | 1.3       | .1    | 17.0  |

## Vanjske poveznice
- Profil na NBA.com
- Profil na Basketball-Reference.com